# Ťi Fang
Ťi Fang (čínsky pchin-jinem Jì Fāng, znaky 季方; duben 1890 — 17. prosince 1987) byl čínský voják a politik, ve 20. letech sloužil v armádě Kuomintangu, od roku 1930 působil v Prozatímním akčním výboru čínského Kuomintangu, roku 1935 reorganizovaného v Akční výbor čínského národního osvobození a roku 1947 přeměněného v Demokratickou stranu čínských rolníků a dělníků, po roce 1949 působící v Čínské lidové republice jako jedna z menších politických stran. Během války s Japonskem v letech 1937–1945 se účastnil protijaponského odboje v řadách Nové čtvrté armády. V Čínské lidové republice zprvu působil jako náměstek ministra dopravy, pak zástupce guvernéra Ťiang-su, od roku 1958 stál v čele Demokratické strany čínských rolníků a dělníků a zaujímal vysoké funkce v zastupitelských a poradních sborech Čínské lidové republiky jako člen stálého výboru Všečínského shromáždění lidových zástupců (1954–1959 a 1965–1983) a jako člen stálého výboru (1959–1975) a místopředseda (1978–1987) celostátního výboru Čínského lidového politického poradního shromáždění.

## Život

### Mládí a studia
Ťi Fang se narodil v dubnu 1890 v obvodu Chaj-men v provincii Ťiang-su. V 17 letech vstoupil do armády a roku 1912 byl přijat do Paotingské vojenské důstojnické školy. V roce 1913 školu opustil, aby se zúčastnil bojů proti Jüan Š’-kchajovi, po porážce Jüanových odpůrců se vrátil do Nan-tchungu, kde sloužil jako velitel roty policejních sil provincie Ťiang-su. Později byl odsouzen k deseti letům vězení za účast v akcích proti Jüan Šaj-chajovi, po jeho smrti byl propuštěn z vězení.
V roce 1921 vstoupil do Kuomintangu a sloužil jako zvláštní důstojník na Vojenské akademii Chuang-pchu v Kantonu. Účastnil se Východní expedice a tažení proti Čchen Ťiung-mingovi. Roku 1926 se zúčastnil Severní expedice, během níž působil jako vedoucí organizačního oddělení politického oddělení Národní revoluční armády, zástupce strany a náčelník politického oddělení různých divizí a náčelník štábu instruktorského sboru 4. armády. 
V roce 1930 vstoupil do Prozatímního akčního výboru čínského Kuomintangu, založeného Teng Jen-taem. V akčním výboru se soustředil na organizační a vojenské záležitosti. V roce 1933 se zúčastnil revoluce ve Fu-ťienu, přičemž působil ve vojenském výboru fuťienské vlády. V roce 1938 se podílel na činnosti Východočínského ozbrojeného protijaponského sebeobranného výboru a organizoval ozbrojený protijaponský odpor; v roce 1939 se stal hlavním instruktorem polního stranického výboru Kuomintangu a od roku 1940 působil jako velitel čtvrtého vojenského obvodu Nové čtvrté armády v provincii Střední Ťiang-su. Po válce odporu proti japonské agresi působil jako místopředseda vlády Suwanské pohraniční oblasti a v roce 1948 se stal velitelem pluku důstojnické instruktáže Lidové osvobozenecké armády ve Východočínském vojenském okruhu.
Roku 1937 se bývalý Prozatímní akční výbor čínského Kuomintangu (roku 1935 přejmenovaný na Akční výbor čínského národního osvobození) reorganizoval v Demokratickou stranu čínských rolníků a dělníků (CPWDP). V únoru 1949 vedení Komunistické strany Číny vyzvalo Ťi Fanga, aby přijel do Pekingu a podílel se na přípravě Čínského lidového politického poradního shromáždění, ale vzápětí se Čang Po-ťün, předseda ÚV CPWDP, dohodl s představiteli oddělení jednotné fronty ÚV KS Číny, že Ťi Fang bude zodpovědný za uspořádání stranických záležitostí CPWDP. Ťi Fang se proto na jaře a v létě 1949 zaměřil na budování organizací CPWDP, přičemž působil v Pekingu a pak v Nankingu a Šanghaji. Teprve v předvečer přípravného zasedání Čínského lidového politického poradního shromáždění v polovině června 1949 se Ji Fang vrátil do Pekingu a v září 1949 se zúčastnil prvního zasedání shromáždění.
Po vzniku Čínské lidové republiky pracoval v letech 1949–1954 jako náměstek ministra dopravy ústřední lidové vlády (ministrem byl Čang Po-ťün) a v letech 1955–1958 jako zástupce guvernéra lidové vlády provincie Ťiang-su.  Současně byl členem vedení Demokratické strany čínských rolníků a dělníků. Od zřízení Všečínského shromáždění lidových zástupců roku 1954 byl volen jeho poslancem (v letech 1954, 1959, 1964, 1975 a 1978), přičemž v letech 1954–1959 a 1965–1983 byl i členem jeho stálého výboru. Roku 1958 byl po odvolání Čang Po-ťüna z funkce zvolen předsedou ústředního výboru Demokratické strany čínských rolníků a dělníků. Od roku 1959 byl také členem stálého výboru celostátního výboru Čínského lidového politického poradního shromáždění (znovuzvolen roku 1965).
Během kulturní revoluce byl nucen přerušit politickou činnost. Roku 1975 byl opětovně zvolen poslancem a členem stálého výboru Všečínského shromáždění lidových zástupců, v únoru–březnu 1978 byl potvrzen ve funkcích ve  Všečínského shromáždění lidových zástupců (do roku 1983) a zvolen i místopředsedou celostátního výboru Čínského lidového politického poradního shromáždění (znovuzvolen roku 1983). Na sjezdu Demokratické strany čínských rolníků a dělníků v lednu 1979, který obnovil vedení strany po období nečinnosti během kulturní revoluce, opět zaujal funkci předsedy ústředního výboru strany, kterou vykonával do ledna 1987, kdy ho nahradil Čou Ku-čcheng a Ťi Fang byl zvolen čestným předsedou ÚV.
Zemřel v Pekingu 17. prosince 1987.